# Gerygone cinerea
El Gerigón Gris o Gerygone cinerea o Acanthiza cinerea, es una especie de ave Passeriformes del género Gerygone, que pertenece a la Superfamilia Meliphagoidea (familia de los Pardalotidae, perteneciente a la subfamilia Acanthizidae).

## Localización
Es una especie de ave que se localiza en Indonesia y en Nueva Guinea